# 琴生流菊八重会
琴生流菊八重会（きんせいりゅうきくやえかい）は、加藤昭代により1982年に設立され、2020年3月に解散した大正琴普及団体の名称である。大正琴専門店菊八重との関係性が深かった。

## 特徴
大正琴協会に所属する他団体と違い、琴生流菊八重会は家元制度を採用しており、製造部門である大正琴専門店菊八重を傘下に置いていた。

## 現在
2021年年2月7日に家元である加藤昭代が死去したことに伴い現在は活動を停止しており、かつての公式ウェブサイトも2023年の段階で閲覧不可となっているが、琴生流の流れをくむ複数の団体が活動を続けており、そのいくつかは大正琴協会に所属している。